# Lancia Kappa
För den tidigare bilmodellen, se Lancia Kappa (1919).
Lancia Kappa är en personbil från Lancia som såldes 1994–2000. Bilen var under dessa år Lancias största och mest påkostade modell. Den ersatte Lancia Thema och efterträddes av Lancia Thesis. Tre karossformer erbjöds: fyradörrars sedan, femdörrars herrgårdsvagn, 9193 st byggda, samt tvådörrars coupé med endast 3271 st byggda.